# Birgit Lahann

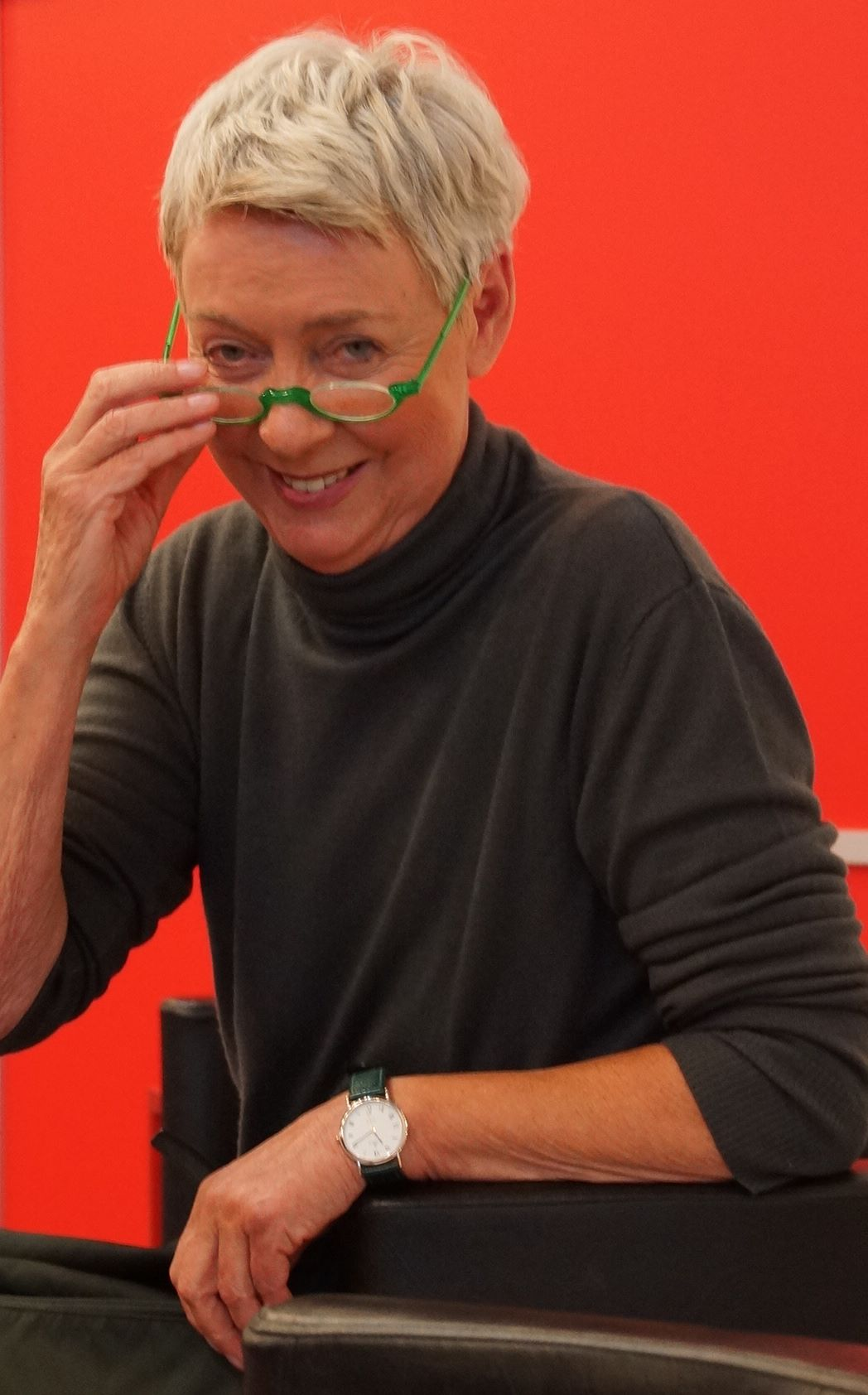
Birgit Lahann auf der Frankfurter Buchmesse (2014)

Birgit Lahann (* 1940 in Hamburg) ist eine deutsche Journalistin und Autorin. Sie wurde vor allem bekannt durch ihre journalistische Arbeit beim Stern und ihre kulturgeschichtlichen Werke.

## Leben
Lahann wuchs auf in Hamburg. Nach ihrem Abitur studierte sie Germanistik und Theaterwissenschaften. Anfang der 1960er Jahre begann sie, als Regieassistentin am Bremer Theater mit Peter Zadek zu arbeiten. Ihre journalistische Karriere startete sie nach Abbruch ihres Studiums als Reporterin beim Südwestfunk Baden-Baden. Anschließend war Lahann für verschiedene Zeitungen tätig, unter anderem für die Frankfurter Allgemeine Zeitung, die Frankfurter Rundschau und Die Welt.
Lahann ging 1979 zum Stern, wo sie 25 Jahre ihre journalistische Arbeit fortführte. In den 1980er Jahren veröffentlichte sie mehrere kulturgeschichtliche Bücher zu Themen wie Abitur oder Hochzeit. Seit den 1990ern kamen von ihr Biografien, unter anderen über Hermann Hesse, Friedrich Schiller und Sigmund Freud, auf den Buchmarkt. Die kulturwissenschaftliche Linie nahm sie wieder auf mit Am Todespunkt, das 18 Porträts prominenter suizidaler Maler und Schriftsteller der letzten hundert Jahre enthält.
Lahann war mit dem ehemaligen Fußballspieler Gerhard Krug verheiratet  und Stiefmutter für Krugs Söhne Christian und Matthias Krug.

## Werke
- Als endete an der Grenze die Welt. Dietz, Bonn 2020, ISBN 978-3-8012-0576-8
- Hochhuth: Der Störenfried. Dietz, Bonn 2016
- Am Todespunkt. Dietz, Bonn 2014, ISBN 978-3-8012-0460-0.
- Als Psyche auf die Couch kam – die rätselvolle Geschichte des Sigmund Freud. Aufbau, Berlin 2006, ISBN 3-351-02631-5.
- Schiller. Deutsche Verlags-Anstalt, München 2005, ISBN 3-421-05856-3.
- Hermann Hesse. Suhrkamp Verlag, Frankfurt am Main 2002, ISBN 3-518-39978-0.
- Auf Goethes Spuren – eine Bildreise. Ellert und Richter, Hamburg 1999, ISBN 3-89234-759-X.
- Auf Bertolt Brechts Spuren – eine Bildreise. Ellert und Richter, Hamburg 1999, ISBN 3-89234-898-7.
- Geliebte Zone. Geschichten aus dem neuen Deutschland. Deutsche Verlags-Anstalt, Stuttgart 1997, ISBN 3-421-05097-X.
- Genosse Judas, die zwei Leben des Ibrahim Böhme. Rowohlt, Berlin 1992, ISBN 3-87134-046-4.
- Hochzeit – eine Sittengeschichte von Marie Antoinette bis Henry Miller. Gruner u. Jahr, Hamburg 1987, ISBN 3-570-00724-3.
- Hausbesuche – zu Gast bei Künstlern, Stars und Literaten. Engelhorn-Verlag, Stuttgart 1985, ISBN 3-87203-005-1.
- Abitur. 150 Jahre Zeitgeschichte in Aufsätzen prominenter Deutscher. Gruner und Jahr, Hamburg 1982, ISBN 3-570-07025-5.

### Am Todespunkt
2014 veröffentlichte Lahann das Buch Am Todespunkt. Darin beschäftigt sich die Autorin mit dem Thema Selbsttötung. Beginnend mit allgemeinen psychologischen Ansichten und Hintergründen suizidaler Gedanken setzt sich Lahann in speziell mit Schriftstellern und Malern auseinander und erstellt dabei 18 biografische Porträts „berühmter Selbstmörder“, darunter beispielsweise der Maler Vincent van Gogh. Dabei legt die Autorin den Schwerpunkt auf die Ursachen für die Suizide, die sich grob auf familiäre Hintergründe oder auch auf „politische Zeitumstände des 20. Jahrhunderts“ zurückführen lassen. Weiterhin führt sie unter anderen den bekannten deutschen Schriftsteller und linkssozialistischen Revolutionär Ernst Toller an. Dieser wählte den Suizid, um der politischen Situation des Zweiten Weltkrieges zu entfliehen. Auch die Schriftstellerin Inge Müller führten die Kriegserfahrungen, traumatische Erinnerungen sowie die Politik der DDR in den Freitod.

#### Vincent van Gogh
Die wesentliche Person, mit der sich Birgit Lahann in ihrem Werk „Am Todespunkt“ auf biografische Weise auseinandersetzt, ist Vincent van Gogh. Lahann nutzt wiederholt Briefe des Malers, um anhand seiner geäußerten Empfindungen, Gedanken und Gefühle die psychologische Entwicklung von Vincent van Gogh zu veranschaulichen. Seine besondere familiäre Situation begann, nachdem er als „Ersatzsohn“ für seinen gleichnamigen, bei der Geburt verstorbenen Bruder diente. So war Van Gogh seit seiner Kindheit von einem Gefühl der geringen Zuwendung geprägt. Um seinen Depressionen zu entgehen, fand Vincent van Gogh früh seinen Weg in die Malerei. Aufgrund seines ersten erfolglosen Versuchs, den „Liebesentzug“ seiner Familie durch andere emotionale Beziehungen auszugleichen, nutzt Birgit Lahann wiederum stets die Begriffe der Einsamkeit und der Identifizierung van Goghs mit der Rolle des „Versager[s]“, um die Entwicklung seiner Depressionen darzustellen. Im weiteren Verlauf veranschaulicht Lahann die Hoffnungslosigkeit in van Goghs Leben anhand von Briefen an seinen kleineren Bruder Theo van Gogh, die Autorin spricht dabei selbst von „gemalte[r] Literatur“. Die weitere Entfaltung seiner Depressionen beschreibt Lahann mit den Worten „masochistisch [s]elbstzerstörend“. Immer wieder stellt sie die gestörte familiäre Beziehung dar, um die Bedeutung dieser zu veranschaulichen und zu unterstreichen. Gleichzeitig nutzt Birgit Lahann van Goghs Zitat „man kann nur für das Unendliche leben, nur mit dem Unendlichen zufrieden sein“, um van Goghs tiefgründige Auseinandersetzung mit dem Sinn des Lebens und der Möglichkeit des Selbstmordes darzustellen. Nach weiteren Erfahrungen mit dem „Liebesentzug“, dem Tod seines Vaters und auch beruflicher Frustration entwickelten sich Vincent van Goghs Depressionen zu ersten konkreten suizidalen Gedanken. Das bekannte Ereignis, indem sich der berühmte Maler ein Ohr abschnitt, stellt Birgit Lahann als ersten Suizidversuch dar. Zusätzlich erwähnt sie Suizidversuche, wie das Trinken aus einer Terpentinflasche oder das Schlucken von giftiger Farbe. Lahann betont in diesem Zusammenhang ein weiteres Mal die große Bedeutung familiärer Beziehungen, da sie vermutet, dass sich van Gogh ohne seinen Bruder Theo bereits selbst umgebracht hätte. Letztendlich führte der letzte erfolglose Versuch Liebe zu finden dazu, dass sich Vincent van Gogh mit einem Revolver zwischen Bauch und Brust schoss und zwei Tage später am 29. Juli 1890 verstarb.

### Als endete an der Grenze die Welt
In Erinnerung an den Mauerfall 1989 fasst Lahann ihre Auseinandersetzung mit der Deutsche Demokratische Republik (DDR) zum 30-jährigen Jubiläum dieses Ereignisses zusammen.
Während der 30 Jahre, in denen Lahann immer wieder durch die DDR reiste und sich mit den Menschen dort beschäftigte, traf sie auf politische Konflikte. 1994 beschäftigte sich Lahann auch mit Schülern in der damaligen DDR. In ihrem Buch Als endete an der Grenze die Welt (2020) setzte sie ihre journalistische Auseinandersetzung mit über Schicksale im Zusammenhang mit der DDR fort. Hauptsächlich wählte sie dabei Prominente und Politiker, um Einblicke in die politische Entwicklung und die fremde Weltanschauung der ehemaligen DDR zu erhalten. Einige Male begegnete sie politischen Radikalen, weshalb in Als endete an der Grenze die Welt Nationalsozialismus und Faschismus thematisiert werden. Außerdem stieß Lahann auf gesellschaftliche Konflikte wie das Frauenbild in der DDR.

#### Nationalsozialismus und Faschismus
Lahann fiel auf, dass Bürger der ehemaligen DDR wiederholt Faschismus und Nationalsozialismus abstritten. Im Gespräch mit von Rassismus betroffenen Bürgern stellte sich für Lahann allerdings heraus, dass diese Behauptungen nicht dem Alltag der DDR entsprachen. Ein Beispiel zeigt die Erzählung von Holde-Barbara Ulrich über ihre Erfahrungen: Ihre Tochter mit afrikanischem Vater erfuhr mehrfach „Rassenhass“. Trotz aller Berichte über gewaltvollen Rassismus wurde laut Lahann in der ehemaligen DDR nicht über Diskriminierung gesprochen. Stattdessen seien immer wieder Begriffe wie „Völkerfreundschaft“ gefallen, die die Ignoranz gegenüber Nationalsozialismus und Faschismus in der ehemaligen DDR zeigten. Lahann betont außerdem die Bedeutung des Nationalstolzes in der DDR. Ein Großteil der Bevölkerung der DDR unterstützte laut Lahann allerdings lediglich die verschobene Weltanschauung, um das Bild eines angeblichen idealen Staates nicht in Frage zu stellen.

## Ehrungen und Auszeichnungen
- 1978: Theodor-Wolff-Preis für eine Arbeit in der Welt am Sonntag.[10]
- 1989: Egon-Erwin-Kisch-Preis für Spiel mir das Lied von Bonn im Stern[11]